# Lactobacillus plantarum
Lactobacillus plantarum је широко раширен члан генуса Lactobacillus, који се обично налази у многим ферментираним прехрамбеним производима као и анаеробичним биљним материјама. Такође је присутан у саливи (из које је први пут изолован). Има могућност да ликвификује желатин.